# グレゴリオ・デ・セスペデス
グレゴリオ・デ・セスペデス（スペイン語: Gregorio de Céspedes、1551年 - 1611年11月）は、イエズス会の司祭、宣教師。

## 略歴
マドリード生まれ。1569年イエズス会に入会し、1575年ポルトガル領インドのゴアで司祭となった。
1577年（天正5年）長崎に来着、大村で日本語を学んだのち、岐阜・大坂など各地で布教にあたった。1587年（天正15年）大坂の教会で細川忠興の正室・細川ガラシャの入信を取り計らい、指導司祭となった。
同年の豊臣秀吉によるバテレン追放令で平戸へ移った。1592年（天正20年）の文禄の役では小西行長軍に従軍し朝鮮へ渡った。布教には至らなかったものの、記録に残るキリスト教宣教師として初めての朝鮮入りであった。その際、日本軍が朝鮮から多数の戦利品を持ち去ったことを、イエズス会日本準管区長にあてた書簡で批判している。
関ヶ原の戦いで忠興が豊前国を領すると、1601年(慶長6年)小倉にレジデンシア（Residência、住院、宣教師駐在所）を創設、ガラシャの命日には追悼ミサを執り行った。病を得て1611年(慶長16年)11月小倉で急死した。